# La Benevolencija
La Benevolencija è un'organizzazione umanitaria ebraica con sede a Sarajevo, in Bosnia ed Erzegovina. Durante l'assedio di Sarajevo negli anni '90, l'organizzazione ha fornito assistenza medica, razioni di cibo e servizi educativi alle persone intrappolate nella città.

## Storia
La comunità ebraica in Bosnia risale al XV secolo, quando gli ebrei sefarditi in fuga dall'Inquisizione spagnola trovarono rifugio nei Balcani occupati dagli ottomani. La comunità ebraica prosperava in Bosnia, intrattenendo buoni rapporti con gli altri gruppi religiosi della zona.
La storia di La Benevolencija, tuttavia, inizia nel 1892, dopo che l'Impero austro-ungarico occupò la Bosnia ed Erzegovina. L'occupazione portò con sé ebrei ashkenaziti ben istruiti da altre parti dell'Impero. L'obiettivo originale di La Benevolencija era quello di raccogliere fondi in modo che gli studenti ebrei bosniaci potessero frequentare migliori università in altre parti dell'Impero. Poiché i livelli di antisemitismo erano relativamente più bassi nei Balcani che in altre parti dell'Impero, molti studenti tornarono a Sarajevo dopo gli studi universitari, il che contribuì alla crescita a lungo termine dell'organizzazione. L'organizzazione ha continuato a incoraggiare l'istruzione, aprendo quella che sarebbe stata la più grande biblioteca pubblica di Sarajevo. Nel primo periodo della sua esistenza alcune personalità di spicco furono membri o collaboratori dell'associazione, tra cui Moše ben Rafael Attias (che ne fu anche tesoriere) e Laura Papo Bohoreta.
La seconda guerra mondiale ha decimato la comunità ebraica a Sarajevo e in Bosnia nel suo complesso. Dopo la creazione della Repubblica socialista federativa di Jugoslavia nel 1945, le organizzazioni religiose come La Benevolencija furono bandite. Nonostante questi divieti, la comunità ha continuato attività simili a quella di La Benevolencija, ma su scala più secolare.
La caduta del socialismo ha fornito alla comunità ebraica in Bosnia un'opportunità per rilanciare l'organizzazione. Nel 1991 La Benevolencija è stata riformata, con la missione di "condividere e celebrare la ricchezza e la diversità della cultura ebraico-bosniaca" con il resto della comunità. Il 1992 ha portato con sé sia la celebrazione che la tragedia. L'organizzazione è stata in grado di celebrare il suo 100º anniversario, ma i conflitti regionali stavano iniziando a raggiungere la Bosnia.

### Durante la guerra
Anche prima che il conflitto iniziasse sul serio in Bosnia, La Benevolencija si preparò al peggio. Dopo aver appreso che i pazienti anziani a Dubrovnik non erano in grado di accedere ai farmaci a causa della guerra in Croazia, l'organizzazione ha iniziato a fare scorte di medicinali e cibo con una lunga durata. Quando i bombardamenti della città iniziarono nel maggio del 1992, molte persone in città cercarono rifugio nella sinagoga della città poiché la gente aveva paura e non aveva nessun altro posto dove andare.
La comunità ebraica in Bosnia ha beneficiato di due diverse circostanze favorevoli. In primo luogo, sono stati in grado di utilizzare il loro status neutrale per proteggere le persone di tutti gli altri gruppi etnici della città. Inoltre, hanno beneficiato di un vantaggio logistico: mentre molte delle altre organizzazioni di aiuto umanitario avevano i loro rifornimenti al di fuori della città e non erano in grado di portarli oltre il fronte durante l'assedio, La Benevolencija usò la palestra della Sinagoga per immagazzinare le provviste, rendendola così uno dei pochi luoghi in cui cibo e rifornimenti potevano essere trovati dopo che tutti i negozi erano stati saccheggiati.
Durante l'assedio, l'organizzazione aveva molti ruoli: La Benevolencija ha aperto tre farmacie in città, una clinica è stata aperta nel Centro della comunità ebraica per curare malati e feriti. È stata organizzata una mensa aconfessionale che ha fornito 320 pasti al giorno, 7 giorni alla settimana. L'organizzazione ha fornito programmi educativi e culturali per i cittadini intrappolati dall'assedio, impartendo corsi di lingua, tenendo mostre per giornalisti all'hotel Holiday Inn e organizzando il concorso di Miss Sarajevo. Quando le linee telefoniche e il servizio postale furono interrotti, l'organizzazione creò un collegamento radio bidirezionale per consentire alle persone di rimanere in contatto con il mondo esterno e collaborò con giornalisti internazionali per ricevere e distribuire lettere.
Tuttavia, questo non era solo uno sforzo ebraico: persone provenienti da tutta la comunità cittadina hanno offerto il loro sostegno e la loro esperienza all'organizzazione durante l'assedio, indipendentemente dalla loro appartenenza etnica o religiosa.
Mentre l'assedio si trascinava, l'organizzazione ha collaborato con l'American Jewish Joint Distribution Committee per consentire ai convogli di civili di fuggire dalla città e viaggiare in territorio pacifico. Jakob Finci, uno dei leader di La Benevolencija, ha contribuito a falsificare i documenti di viaggio di serbi, croati e musulmani in città in modo che fossero elencati come ebrei sui loro documenti di viaggio e quindi fuggissero dalla città in sicurezza. Alla fine, La Benevolencija ha aiutato oltre 2000 persone a fuggire da Sarajevo durante l'assedio.

## La Benevolencija oggi
Dopo la guerra, l'organizzazione ha lentamente concluso la sua opera umanitaria; ha chiuso le sue farmacie, ha posto fine alla mensa dei poveri e ha trasformato i suoi programmi di istruzione in programmi di formazione professionale. In collaborazione con la Banca mondiale, l'UNHCR e il governo degli Stati Uniti, l'organizzazione ha sviluppato un programma di microcredito che offriva prestiti fino a 10.000 marchi convertibili bosniaci a piccole imprese. Al 2012 questo programma di microcredito aveva un tasso di rimborso del 97%.
L'Organizzazione fornisce anche servizi di assistenza domiciliare agli anziani in Bosnia. Con l'aiuto del JDC, l'organizzazione fornisce assistenza a 100-400 persone due o tre volte alla settimana, operando non solo a Sarajevo, ma anche a Mostar, Zenica, Doboj, Banja Luka e Tuzla.

## Fondazione per gli strumenti umanitari di Radio La Benevolencija
Nel 2002, su ispirazione di La Benevolencija, un gruppo di professionisti dei media nei Paesi Bassi ha fondato la ONG Radio La Benevolencija Humanitarian Tools Foundation (RLB), un'organizzazione che produce la soap opera radiofonica Musekeweya, oltre a documentari e programmi educativi in Ruanda, Repubblica Democratica del Congo e Burundi per l'emancipazione delle persone che sono oggetto di violenza d'odio.